# 吳淵 (1886年)
吳淵（1886年—?）字仲遥，四川达县人。中华民国官员、文学家。

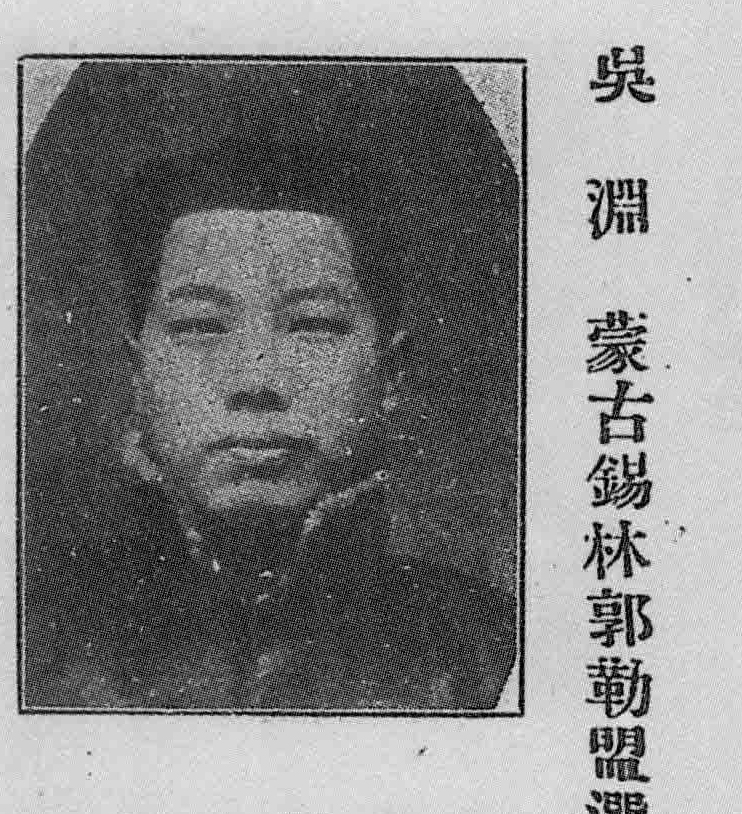

## 生平
吳淵早年留学日本早稻田大学，参与组织政文社，因病归国。此后，历任吉林巡抚公署秘书官、绥远将军府总务厅厅长、吉林伊通税捐总局局长等职务，后来被推选为中华民国國會眾議院议员。

## 著作
- 《湘梦痕馆韵文集》
- 《湘梦痕馆笔记》
- 《阴山归客谈》[1]

## 延伸阅读
Module:Wikisource_further_reading第46行Lua错误：attempt to concatenate local 'id' (a nil value)